# M10 Wolverine
El M10 "Wolverine", oficialmente 3-inch Gun Motor Carriage M10 fue un cazacarros de diseño estadounidense. Después de la entrada de Estados Unidos en la Segunda Guerra Mundial y la formación de la Tank Destroyer Force, se necesitaba un vehículo adecuado para equipar a los nuevos batallones. Tras varios modelos desechados por fallos de diseño, en noviembre de 1941 el Ejército solicitó un vehículo con un cañón en una torreta.
El prototipo del M10 se concibió a principios de 1942 y se entregó en abril del mismo año. Después de realizar ajustes en el casco y la torreta, la versión modificada fue seleccionada para su producción en junio de 1943 como el 3-inch Gun Motor Carriage M10.
Montaba un cañón de 3 pulgadas M7 sobre una torreta giratoria en un chasis del tanque M4A2 Sherman modificado. También se produjo un modelo alternativo, el M10A1, que utilizaba el chasis de un M4A3. La producción de los dos modelos se desarrolló desde septiembre de 1942 hasta diciembre de 1943 y desde octubre de 1942 hasta noviembre de 1943, respectivamente.
El M10 fue, en cantidad de unidades, el cazacarros más importante de los Estados Unidos en la Segunda Guerra Mundial. Combinó un blindaje delgado e inclinado con la transmisión confiable del M4 Sherman y una potente arma antitanque montada en una torreta abierta.
Durante la Segunda Guerra Mundial, el usuario principal del M10 fueron los Estados Unidos, pero muchos de los tanques fueron prestados al Reino Unido y a las fuerzas Francesas libres. Varias docenas también fueron enviadas a la Unión Soviética. Después de la guerra, el M10 se entregó como excedente militar a varios países, como Bélgica, Dinamarca y los Países Bajos, a través de la Ley de Préstamo y Arriendo o se vendieron a países como Israel y la República de China.
A menudo se hace referencia al M10 como "Wolverine", pero se desconoce el origen de este apodo. Posiblemente es una invención de posguerra. A diferencia de otros vehículos como el M4 Sherman, el M5 Stuart o el M7 Priest, al M10 nunca se le asignó un apodo ni se lo mencionó con uno cuando lo utilizaron los soldados estadounidenses.

## Desarrollo
Después de la formación de Tank Destroyer Tactical and Firing Center en Fuerte Hood, Texas, en noviembre de 1941, el ejército comenzó a realizar pruebas para estandarizar una configuración para los nuevos batallones cazacarros. La junta examinó varios cientos de prototipos del Departamento de Artillería de un cazacarros que montara un cañón de 3 pulgadas. Inicialmente enfocaron su mayor interés en dos diseños:
- El T1, desarrollado a partir de 1940 y estandarizado como el "M5 3-inch Gun Motor Carriage" en enero de 1941. Era un tractor de remolque modificado del aeródromo de Cleveland Tractor Company que cargaba un cañón T9 de 3 pulgadas en un montaje de desplazamiento limitado
- El T24, desarrollado a partir de octubre de 1941. El T24 fue inicialmente rechazado por ser demasiado alto y el T40 fue su derivado mejorado. El T40 se estandarizó como el "M9 3-inch Gun Motor Carriage" en mayo de 1942. Era una chasis M3 Lee que cargaba el cañón M1918 de 3 pulgadas en un montaje de desplazamiento limitado

Mientras tanto, cuando los desarrollos del diseño final de estos dos cazacarros estaban en marcha, el Departamento de Artillería se sintió insatisfecho y para noviembre de 1941 había emitido una especificación adicional para un destructor de tanques con un cañón de 3 pulgadas en una torreta giratoria. El trabajo de diseño comenzó de inmediato.
El "3-inch Gun Motor Carriage T35" combinó un casco de tanque mediano M4A2 de producción temprana con el cañón de 3 pulgadas M7 del tanque pesado M6 en una torreta circular de techo abierto. Utilizando las lecciones aprendidas de los informes de combate de Filipinas, el blindaje en los lados laterales y la parte trasera del blindaje superior se cambió de placas planas a inclinadas. Este nuevo vehículo de prueba fue designado como el 3-inch Gun Motor Carriage T35E1.
Los prototipos de estos dos vehículos se entregaron a Aberdeen Proving Ground en abril de 1942 y el Ejército seleccionó el T35E1 para su desarrollo el 2 de mayo de 1942. En junio de 1942, el T35E1 modificado se estandarizó como el 3-inch Gun Motor Carriage M10.
Como existía el temor de que la producción del chasis M4A2 fuera inadecuada para la producción de M10, también se autorizó para la producción un diseño alternativo, 3-inch Gun Motor Carriage M10A1 basado en el chasis de tanque medio M4A3.

## Diseño

### Blindaje

Un M10 "Wolverine" utilizado tácticamente en apoyo de la infantería durante los primeros compases del Día D (6 de junio de 1944, Desembarco de Normandía).

La doctrina cazacarros estadounidense enfatizó la velocidad y la potencia de fuego sobre blindaje. Como resultado, el blindaje del M10 era delgado, lo que la hacía vulnerable a la mayoría de las armas antitanque alemanas. El grosor del blindaje del M10 variaba de 9.5 a 57.2 mm. El casco inferior, modificado del de un tanque Sherman estándar M4A2 o M4A3, tenía una armadura de 25.4 mm de espesor en los lados y en la parte trasera, y un piso de 12.7 mm de espesor. La caja de la transmisión tenía un grosor de 50,8 mm a 108 mm. En una desviación de su padre el M4 Sherman, el M10 carecía la placa extra del piso de 12.7 mm debajo de las estaciones del conductor y asistente del conductor que les proporcionaba protección adicional contra las minas.
La glacis frontal tenía 38 mm de espesor, inclinada a 55 grados desde la vertical. Los lados y la parte posterior del casco superior tenían 19 mm de espesor, inclinado a 38 grados de la vertical. La placa del casco superior trasera se usó para guardar las herramientas de mantenimiento y pioneros del vehículo; una hacha de 2.27 kg, una palanca de 1.5 m, una manija y cabeza de asta, un mazo de 4.54 kg de dos lados y una llave de tensión para la oruga. Los lados y la parte posterior de la chasis superior presentaban extensiones en ángulo o cubrían la parte superior. Estas extensiones a menudo obstaculizaban la instalación de conectores de extremo extendido tipo "pico de pato", que se utilizaban para reducir la presión sobre el terreno en suelos blandos, y con frecuencia eran retirados por las unidades de mantenimiento junto con los guardabarros delanteros.
La placa del techo de la chasis varió desde 19 mm de espesor sobre las estaciones del conductor y asistente del conductor y el anillo de la torreta, hasta 9,5 mm de espesor sobre el compartimiento del motor.
La torreta del M10 era pentagonal. Los lados estaban inclinados 15 grados hacia adentro desde la vertical y tenían 25.4 mm de grosor. La parte trasera de la torreta también tenía 25,4 mm de grosor. El techo parcial en el tercio frontal de la apertura de la torreta era de 19 mm de espesor. El mantelete del cañón lucía la armadura más gruesa del vehículo, 57.2 mm. Tenía una inclinación de 45 grados desde la vertical y la horizontal.

### M10 y M10A1

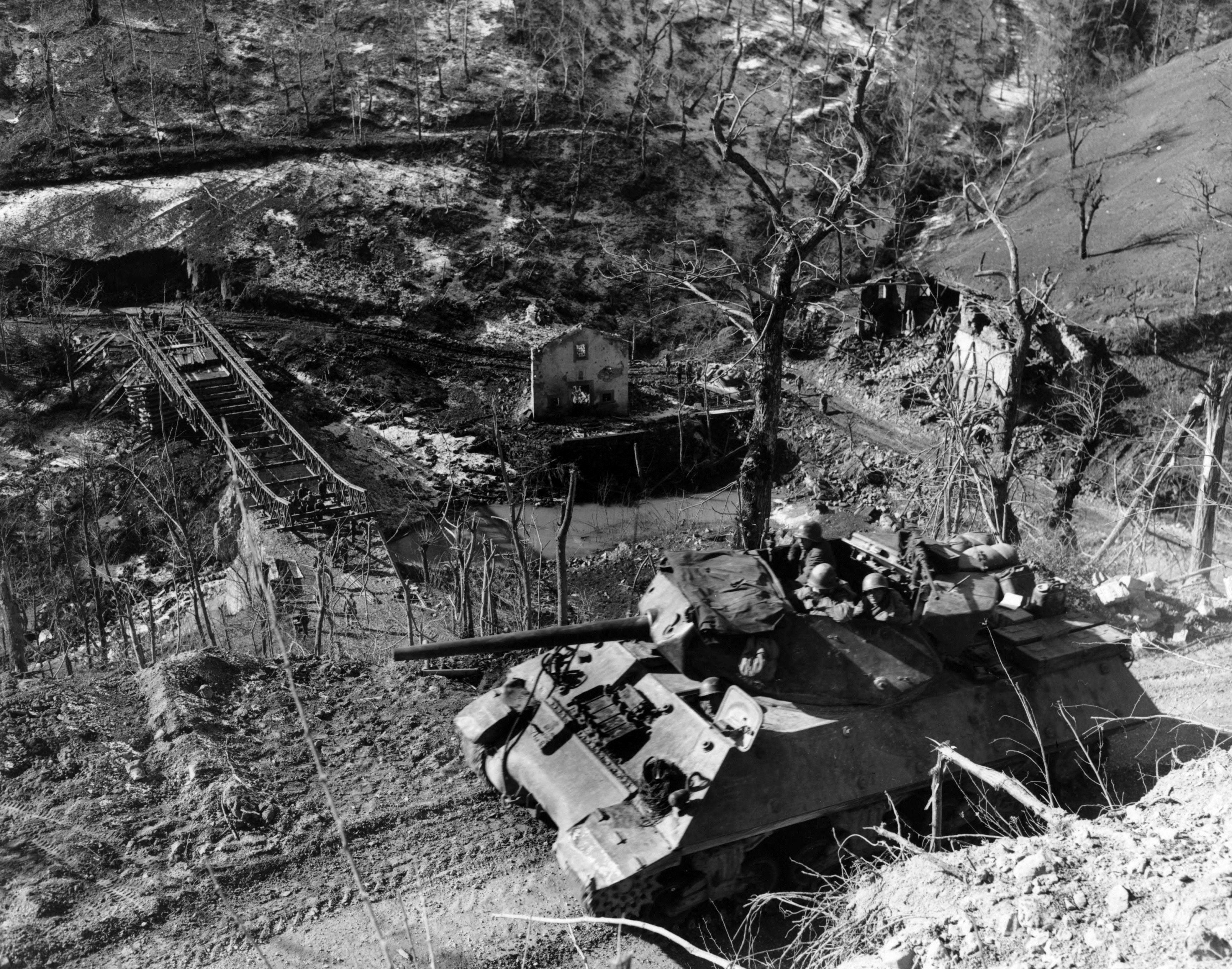
M10 "Wolverine" en Italia, 1945

El M10 y el M10A1 eran mecánicamente idénticos, excepto por sus motores. El M10 utilizó el General Motors 6046, que consta de dos motores en línea diésel 6-71 acoplados a un cigüeñal común. El motor produjo 375 caballos de fuerza (280 kW) a 2.100 rpm. Una ventaja del GM 6046 era que los motores podían desconectarse a voluntad del cigüeñal y funcionar de forma independiente. Si uno de los motores fue dañado o destruido, podría ser desconectado y el otro motor utilizado para mover el vehículo. El motor del M10A1 era el Ford GAA, un derivado de 8 cilindros de un proyecto de motor de avión V-12. Produjo 450 caballos de fuerza (335 kW) a 2.600 rpm. Cuando se probaron lado a lado en septiembre de 1943, se consideró que el M10A1 tenía un rendimiento automotriz superior al M10. Aunque produjo un par de torsión ligeramente menor, el motor del M10A1 era mucho más ligero y usaba un combustible común como el resto de los vehículos del Ejército (gasolina). Para el momento en que se publicaron los resultados de la prueba en febrero de 1944, el Ejército se comprometió a utilizar el M10. Como resultado, el M10A1 se mantuvo en los Estados Unidos para entrenamiento.
El M10 y el M10A1 tenían una tripulación de cinco; comandante, artillero, cargador, conductor y asistente de conductor. El conductor y el asistente del conductor (que también operaba la radio del vehículo) estaban sentados en el casco delantero y provistos de periscopios. El diseño único de las escotillas de la chasis para limpiar el mantelete de la pistola significaba que la vista del conductor directamente hacia el lado izquierdo estaba obstruida. Le proporcionaron un segundo periscopio en el borde de la chasis para este propósito. El comandante, el artillero y el cargador estaban todos ubicados en la torreta. El comandante se sentó en un asiento plegable en la parte trasera derecha. El artillero, en el lado izquierdo del cañón, normalmente se paraba para operarlo, pero también se le proporcionó un asiento plegable. El cargador normalmente estaba en el área detrás del cañón. Se proporcionó un tercer asiento plegable en la torreta para el conductor asistente en caso de que necesitara ayudar al cargador por cualquier motivo.

## Doctrina
La doctrina de armas combinadas de los Estados Unidos en vísperas de la Segunda Guerra Mundial sostenía que los tanques deberían diseñarse para cumplir el papel de forzar un avance en las áreas traseras enemigas. Batallones de tanques separados apoyarían a la infantería en la destrucción de las defensas enemigas fijas, y las divisiones blindadas explotarían el avance para precipitarse en las vulnerables áreas traseras del enemigo. Se esperaba que los tanques estadounidenses lucharan contra los tanques hostiles que encontraran en su ataque, pero la misión de destruir los ataques blindados enemigos masivos se asignó a una nueva rama, la Tank Destroyer Force. Las unidades cazacarros se mantendrían como una reserva a nivel de cuerpo o ejército, y se moverían rápidamente al sitio de cualquier tanque enemigo avanzado, maniobrando agresivamente y usando tácticas de emboscada para destruir tanques enemigos. Esto llevó a la necesidad de vehículos muy rápidos y bien armados. Aunque estaban equipado con torretas (a diferencia de la mayoría de los cañones antitanques autopropulsados del momento), el diseño típico estadounidense era más potente, pero más ligero y, por lo tanto, más maniobrable que un tanque contemporáneo. La idea era utilizar la velocidad y la agilidad como una defensa, en lugar de una armadura gruesa, para poner en acción una poderosa arma autopropulsada contra los tanques enemigos.

## Producción
Poco después de llegar a la producción, se descubrió que el cañón del M7 de 3 pulgadas era demasiado pesado, hasta el punto de evitar la travesía de la torre en una pendiente de más de cuatro grados. Como un intento de mejorar la figura a quince grados, el Ejército ordenó que las trampillas y la ametralladora antiaérea se almacenaran en la parte trasera de la torreta. Esto no resolvió el problema, y el 21 de diciembre de 1942, se autorizaron contrapesos en la torreta hechos de plomo, acero dulce o hierro fundido. Las piezas de acero dulce pesaban 1100 kg. Mientras tanto, Fisher diseñó un conjunto de contrapesos en forma de cuña con un peso total de 1678 kg. Los pesos en forma de cuña comenzaron a agregarse a los nuevos vehículos en Fisher el 25 de enero de 1943. A fines de diciembre de 1942, se agregó un segundo candado a la torreta y se agregó un nuevo blindaje en forma de estribo a la cubierta trasera para asegurar que el arma se mueva.
Como las trabas no se podían almacenar en la parte posterior de la torreta, se agregaron bastidores de garras que se podían unir a los jefes de la armadura de aplicaciones en el casco a principios de abril de 1943. El M10 inicialmente carecía de cualquier disposición para fuego indirecto. En mayo de 1943, se añadieron un indicador de acimut y un cuadrante de artillero al M10. Las trampillas y el equipo de fuego indirecto a menudo se adaptaron a vehículos anteriores. A fines de junio de 1943, se descubrió que los contrapesos iniciales de Fisher eran demasiado pesados. Dos contrapesos de nuevo diseño redujeron el peso total a 1132 kg y distribuyeron mejor el peso del cañón. Parecían una forma invertida de "pico de pato" cuando se ve desde un lado. Para acomodar los nuevos pesos, el diseño de la parte superior trasera de la torreta cambió de inclinado hacia adentro a casi vertical. En julio de 1943, la armadura en los lados de la chasis y la torreta se retiraron de la producción. A fines de septiembre de 1943, se probó un único M10 con un motor de desplazamiento hidráulico "Oilgear" que podía atravesar la torreta incluso sin los contrapesos, pero esta modificación no se llevó a cabo ya que los contratos de producción estaban llegando a su fin.

La producción de 4,993 M10 por la división Fisher Body de General Motors en Fisher Tank Arsenal en Grand Blanc, Míchigan, se desarrolló desde septiembre de 1942 hasta diciembre de 1943. Ford Motor Company construyó 1,038 M10A1 desde octubre de 1942 hasta septiembre de 1943. De septiembre a noviembre de 1943, Fisher construyó los 375 M10A1 restantes. Fisher también completó otros 300 cascos M10A1 sin torretas en enero de 1944 para la conversión directa al cazacarros M36 "Jackson". De enero a junio de 1944, 209 vehículos M10A1 se convirtieron posteriormente en M25 Prime Movers al quitar la torreta y agregar el equipo necesario para remolcar el cañón M1 de 8 pulgadas y el obús M1 de 240 mm.
| Producción del M10 y M10A1 | Producción del M10 y M10A1 | Producción del M10 y M10A1           |
| Mes                        | M10                        | M10A1                                |
| -------------------------- | -------------------------- | ------------------------------------ |
| septiembre 1942            | 105                        |                                      |
| octubre 1942               | 170                        | 3                                    |
| noviembre 1942             | 137                        | 18                                   |
| diciembre 1942             | 199                        | 7                                    |
| enero 1943                 | 276                        | 56                                   |
| febrero 1943               | 340                        | 116                                  |
| marzo 1943                 | 330                        | 150                                  |
| abril 1943                 | 428                        | 133                                  |
| mayo 1943                  | 416                        | 123                                  |
| junio 1943                 | 400                        | 133                                  |
| julio 1943                 | 402                        | 124                                  |
| agosto 1943                | 465                        | 131                                  |
| septiembre 1943            | 498                        | 49                                   |
| octubre 1943               | 350                        | 150                                  |
| noviembre 1943             | 237                        | 220                                  |
| diciembre 1943             | 240                        |                                      |
| enero 1944                 |                            | 300 chasis                           |
| Total                      | 4,993                      | 1,413 vehículos completos 300 chasis |

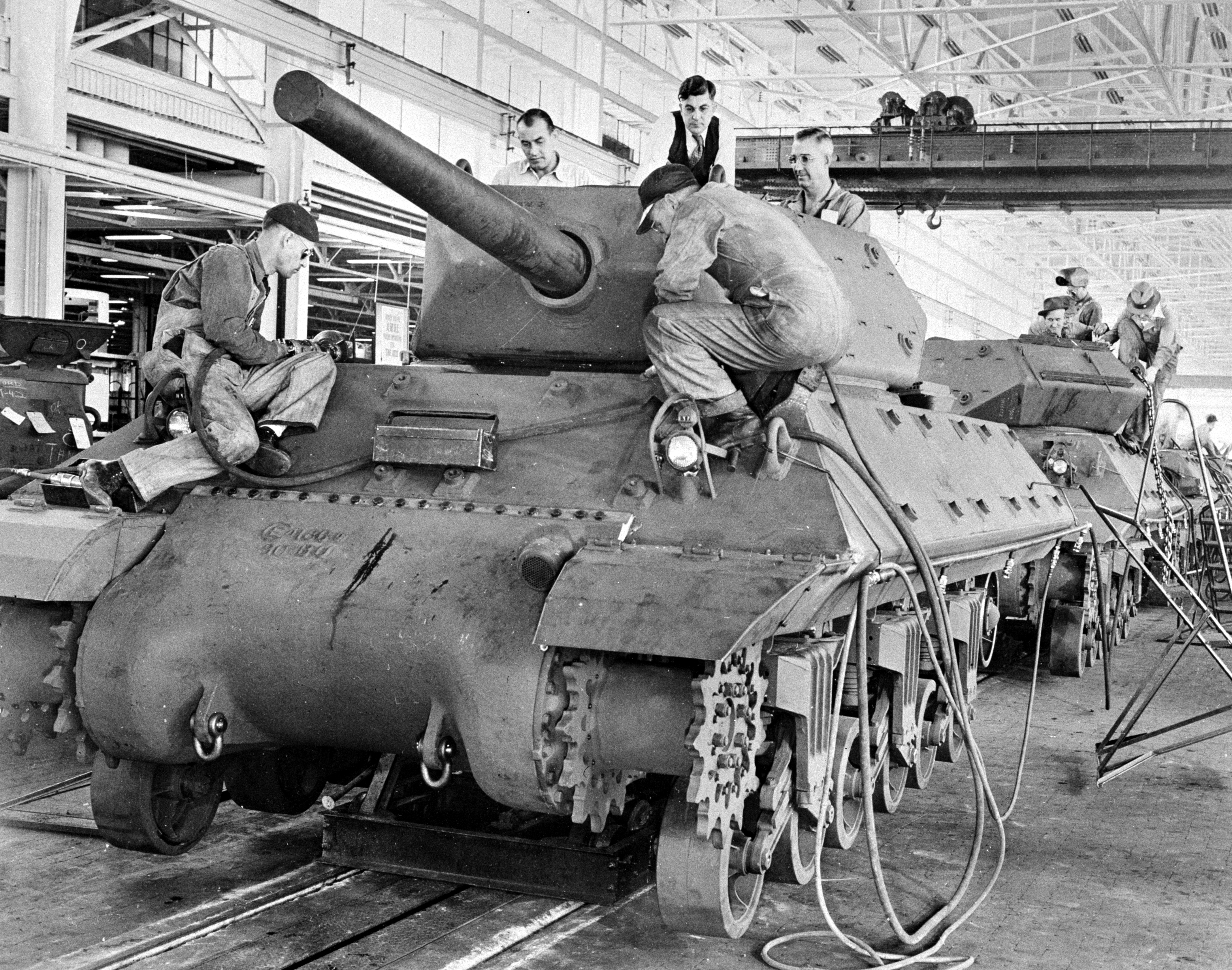
Un M10 "Wolverine" en la cadena de montaje en la fábrica de General Motors en los Estados Unidos. La utilización de los más modernos medios de producción industrial permitió una elevada producción de material bélico en los Estados Unidos.

Se fabricaron 1.413 M10A1, incluidos los 300 chasis fabricadas en enero de 1944, y 724 M10 eventualmente convertidos en cazacarros M36.

## Armamento

### Primario
El 

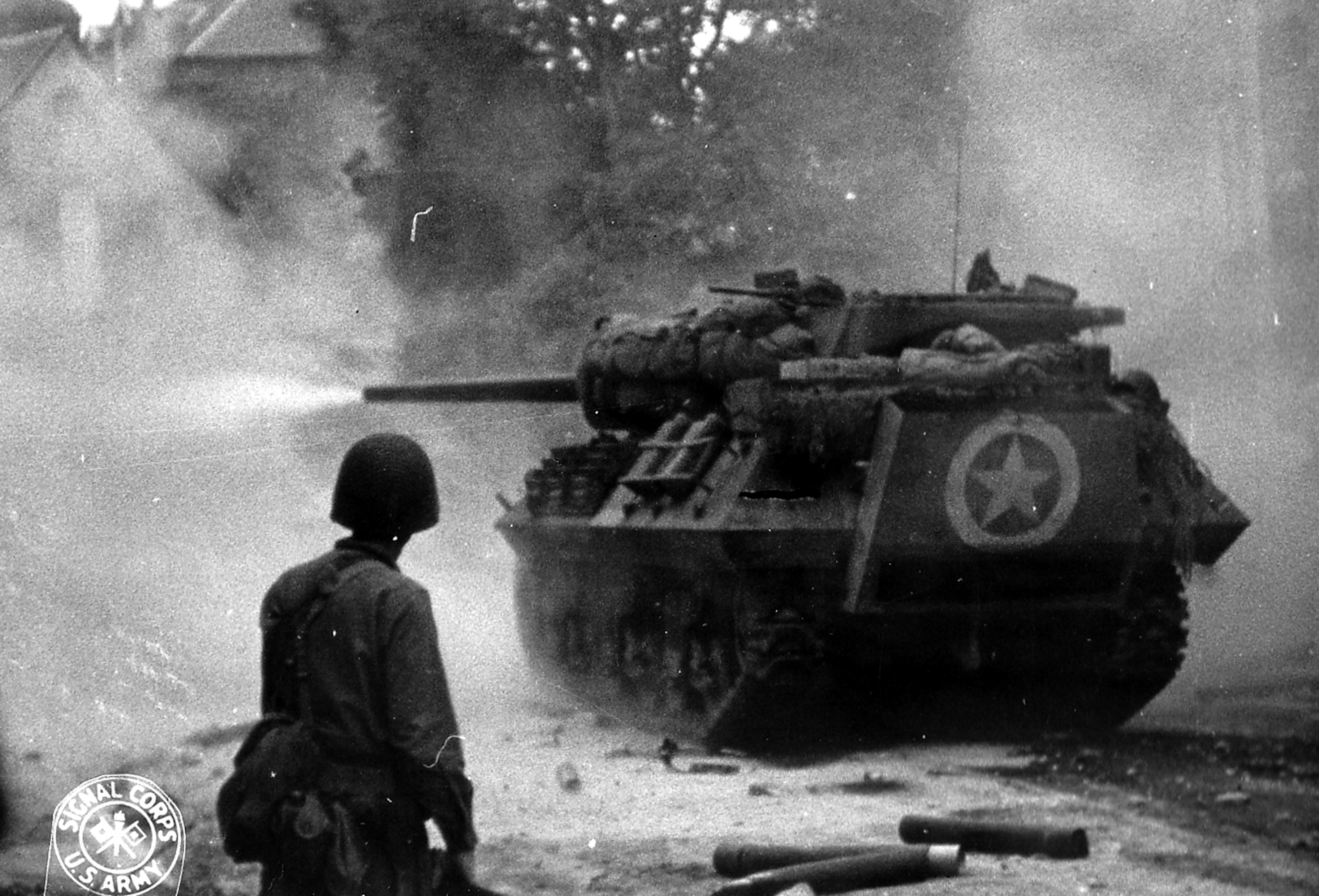
M10 "Wolverine" en acción en agosto de 1944 en el sector de Saint-Lô, durante la batalla de Normandía. Nótese la presencia en el suelo de vainas de la munición perforante utilizada por el vehículo.

M10 usaba un chasis del tanque medio M4A2 (M10A1 usaba un chasis de la variante M4A3) con una torreta abierta manualmente en la parte superior que montaba el cañón M7 de 3 pulgadas. El cañón M7 pesaba 900 kg. El artillero se puso de pie o se sentó en el lado izquierdo del cañón, y apuntó con el telescopio M51 o M70G. También se le proporcionó un telescopio panorámico M12A4 en el lado derecho de la torreta para el uso indirecto de fuego. El M10 llevaba 54 proyectiles, 48 de los cuales fueron estibados en cuatro bastidores en los estabilizadores, y 6 rondas en la parte superior trasera de la torreta. Para el uso en combate, el cañón M7 de 3 pulgadas podría disparar cinco tipos de municiones:
- M79 AP-T proyectil
- M62/M62A1 APCBC/HE-T proyectil
- M42A1 proyectil de alto explosivo
- M88 HC B1 (humo de hexacloroetano) proyectil
- T4 (M93) HVAP-T proyectil

El M79 AP podría penetrar 92 mm de blindaje homogéneo en ángulo a 30 grados desde la vertical a 1.000 metros. El M62 APCBC/HE-T fue capaz de penetrar 88 mm de armadura homogénea en ángulo de 30 grados desde la vertical a 1.000 metros. El raro proyectil T4 (M93) HVAP que vio acción en pequeños números a partir de septiembre de 1944 fue capaz de penetrar 135 mm de armadura homogénea en ángulo de 30 grados desde la vertical a 1.000 metros. Este proyectil presentaba un penetrador de carburo de tungsteno de calibre inferior encerrado dentro de una chaqueta de acero y cuerpo de aluminio y "parabrisas" balístico. Fue estandarizado como el M93 en febrero de 1945. En marzo de 1945, alrededor de 18,000 rondas de esta munición especial habían sido entregadas al Teatro Europeo, el 58 por ciento de las cuales eran proyectiles de 3 pulgadas. El proyectil de alto explosivo M42A1 se utilizó para disparos de artillería indirectos o contra fortificaciones y blancos blandos como infantería en trincheras o cañones antitanque. El proyectil de humo M88 se usó para crear pantallas de humo o para eliminar a la infantería enemiga en edificios o posiciones fortificadas.

### Secundario
Una ametralladora Browning M2HB calibre .50 (12.7 mm) podría montarse en la parte superior trasera de la torreta para su uso contra la infantería enemiga y para uso antiaéreo, junto con 300 cartuchos de munición guardados en cajas de 50 rondas debajo del subsuelo del vehículo . La tripulación también tenía sus armas personales para defensa propia. Una ametralladora Thompson con 460 cartuchos de municiones estaba guardada en los soportes en la parte posterior derecha de la torreta para ser utilizada por el comandante del vehículo. Los otros cuatro miembros de la tripulación estaban armados con carabinas M1, cada una de las cuales portaba la mayor cantidad de municiones que consideraba conveniente. Un rifle M1903 Springfield con 60 cartuchos de municiones fue guardado junto al conductor asistente, y un adaptador para el rifle y diez granadas antitanques fueron guardados debajo del subsuelo delantero izquierdo del vehículo. Las cajas de almacenamiento en la torreta contenían cinco granadas de fragmentación, cinco granadas de humo y dos saboteadores termita.

## Utilización en combate

### Ejército de los Estados Unidos
El pesado chasis del M10 no se ajustaba a la doctrina del cazacarros, que evolucionaba rápidamente, y empleaba vehículos muy ligeros de alta velocidad, y a partir del verano de 1944 comenzó a completarse con el rápido cazacarros M18 "Hellcat". La doctrina del cazacarros estadounidense exigía que los destructores de tanques se mantuvieran en reserva y se apresuraran a contrarrestar los ataques armados enemigos en masa. En realidad, este no era el caso y los batallones M10 estaban unidos, a menudo semi permanentemente, a infantería y divisiones blindadas para proporcionar apoyo adicional directo e indirecto de fuego. Las misiones típicas incluyen proporcionar fuego de artillería indirecta mediante el aumento de unidades de artillería divisionales, seguir y apoyar a los elementos principales de un ataque de infantería, atacar obstáculos como fortificaciones y vehículos enemigos (incluidos tanques) que obstaculizaron el avance de unidades aliadas y establecer una defensa antitanque una vez que el objetivo fue asegurado.

El debut en combate del M10 se produjo el 23 de marzo de 1943, durante la Batalla de El Guettar, parte de la campaña del norte de África. El M10 fue inicialmente exitoso ya que su cañón M7 de 3 pulgadas podría destruir la mayoría de los tanques alemanes que estaban en servicio. Durante la batalla, los M10 del 899.° Batallón de Destructores de Tanques y M3 Gun Motor Carriages del 601.° destruyeron 30 tanques alemanes, aunque se perdieron 10 M3 y 4 M10. El M10 no vio demasiada acción tanque contra tanque para el resto de la campaña del norte de África, y en su lugar se utilizó como soporte de fuego móvil.

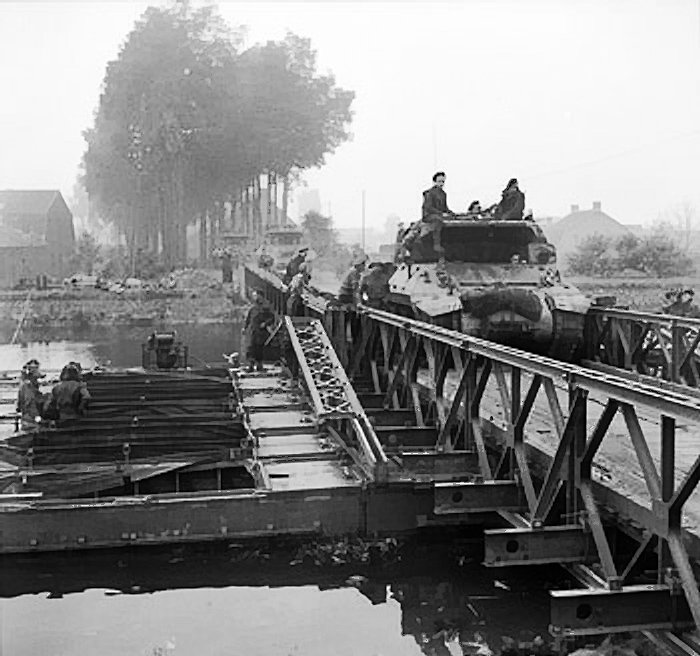
Cazacarros M10 Wolverine de la 11ª División Blindada estadounidense atravesando el canal Mosa-Escalda sobre un puente Bailey, el 20 de septiembre de 1944, en el marco del avance hacia el río Rin y el corazón de Alemania.

Durante la lucha intensa en la campaña de Normandía, el cañón de 3 pulgadas del M10 resultó ineficaz contra el grueso blindaje frontal del tanque alemán Panther. El 6 de julio de 1944, el cuartel general de Eisenhower solicitó que todos los batallones M10 se convirtieran al nuevo M36 lo antes posible. El 10 de julio de 1944, el 899.° desmanteló un contraataque alemán por la división Panzer Lehr cerca de Le Dézert y destruyó 12 Panther, un Panzer IV y un Sturmgeschütz III en una feroz batalla de dos días, la mayoría de los cuales tuvo lugar a distancias de menos de 200 m. Debido al shock inicial de encontrarse con pesados tanques alemanes, se hicieron más cambios en la fuerza de los tanques destructores a finales de septiembre de 1944. Los oficiales estadounidenses solicitaron que de los 52 batallones que se comprometieron con el teatro europeo, 20 se convirtieran al M36, 20 retuvieran el M10 o M18 a discreción de sus comandantes, y los 12 batallones remolcados se vuelven a equipar con el cañón T5 de 90 mm.
En octubre de 1944, comenzó a llegar a Europa el 90 mm Gun Motor Carriage M36 (M36 "Jackson"), que en su mayoría reemplazó al M10 al final de la guerra.
En la campaña italiana, como en el norte de Europa, los M10 normalmente estaban unidos a infantería o unidades blindadas como apoyo de infantería o artillería móvil, más aún por falta de blindaje alemán en ese teatro. Muchos comandantes divisionales estadounidenses pidieron que se reemplazaran sus M10 por tanques completamente blindados. En la guerra del Pacífico, debido a la falta de oposición de los tanques japoneses, los M10 del Ejército de los Estados Unidos no se usaron como cazacarros, sino como apoyo de artillería móvil e infantería. El M10 resultó impopular en el Pacífico debido a su torreta abierta, lo que lo dejó vulnerable a las tácticas antitanque japonesas de asalto cerrado.

### Ejército británico
Un total de 1,648 M10 fueron suministrados por los Estados Unidos al Ejército británico a través del programa Ley de Préstamo y Arriendo. Los británicos M10 se designaron como 3in SPM M10. El M10 con el contrapeso "cuña" se conocía como el 3in SPM M10 Mk I y el M10 con el contrapeso "pato" designado como el 3in SPM M10 Mk II. 1.017 de los vehículos fueron armados con el cañón QF de 17 libras de mayo de 1944 a abril de 1945. Un apodo utilizado en el Departamento de Diseño de Tanques para las versiones de 3 pulgadas y 17 libras era "Achilles (Aquiles)"; el nombre no fue utilizado por las tropas durante la guerra. Las conversiones de 17 libras se designaron de varias maneras, con un sufijo "C" añadido a la designación "M10", o llamado "17pdr M10". El 17pdr SP fue utilizado por los ejércitos británico, canadiense y polaco en Italia y el noroeste de Europa. Además del servicio con las fuerzas británicas en el noroeste de Europa, se conservaron en la posguerra. A los que no fueron mejorados se les quitaron sus torretas y se los utilizó como tractores de artillería.
En el servicio británico, como cañones antitanque autopropulsados, el M10 era operado por regimientos de la Artillería Real. Típicamente, dos baterías tenían M10 mientras que las otras dos tenían el cañón remolcado de 17 libras. Una teoría táctica era que las dos baterías remolcadas formarían una línea de fuego, mientras que una batería M10 permanecía móvil en cada flanco para conducir tanques enemigos a la la línea de fuego. En práctica, las baterías del Reino Unido se separaban con frecuencia en Normandía, y los M10 estaban destinados a brigadas de tanques británicas equipadas con tanques Churchill armados con un cañón de 75 mm de uso general, al igual que las conversiones británicas de 17 libras.
| Conversiones de 3-Inch SPM M10 a 17pdr | Conversiones de 3-Inch SPM M10 a 17pdr |
| Month                                  | Conversiones                           |
| -------------------------------------- | -------------------------------------- |
| mayo de 1944                           | 98                                     |
| junio de 1944                          | 81                                     |
| julio de 1944                          | 69                                     |
| agosto de 1944                         | 70                                     |
| septiembre de 1944                     | 112                                    |
| octubre de 1944                        | 126                                    |
| noviembre de 1944                      | 152                                    |
| diciembre de 1944                      | 82                                     |
| enero de 1945                          | 86                                     |
| febrero de 1945                        | 95                                     |
| marzo de 1945                          | 30                                     |
| abril de 1945                          | 18                                     |
| Total                                  | 1,017                                  |

### Francia Libre
Los franceses libres recibieron al menos 227 M10, 155 de ellos a través de la Ley de Préstamo y Arriendo. Prestaron sus servicios primero en Italia, luego en Francia y Alemania. Durante la liberación de París en agosto de 1944, un solo M10 de la 2da. División blindada del general Leclerc llamada "Sirocco" inhabilitó un Panther en la Plaza de la Concordia. Los M10 franceses también vieron acción en la frontera franco-alemana alrededor de Estrasburgo y en el sur de Alemania; el Primer Ejército Francés Libre dirigido por el General De Lattre recibió algunos cuando formaban parte del Sexto Grupo del Ejército de los Estados Unidos. Los M10 franceses fueron operados a lo largo de líneas similares a las unidades de cazacarros estadounidenses, aunque inicialmente con cinco vehículos por pelotón en lugar de cuatro.

## Rendimiento en combate

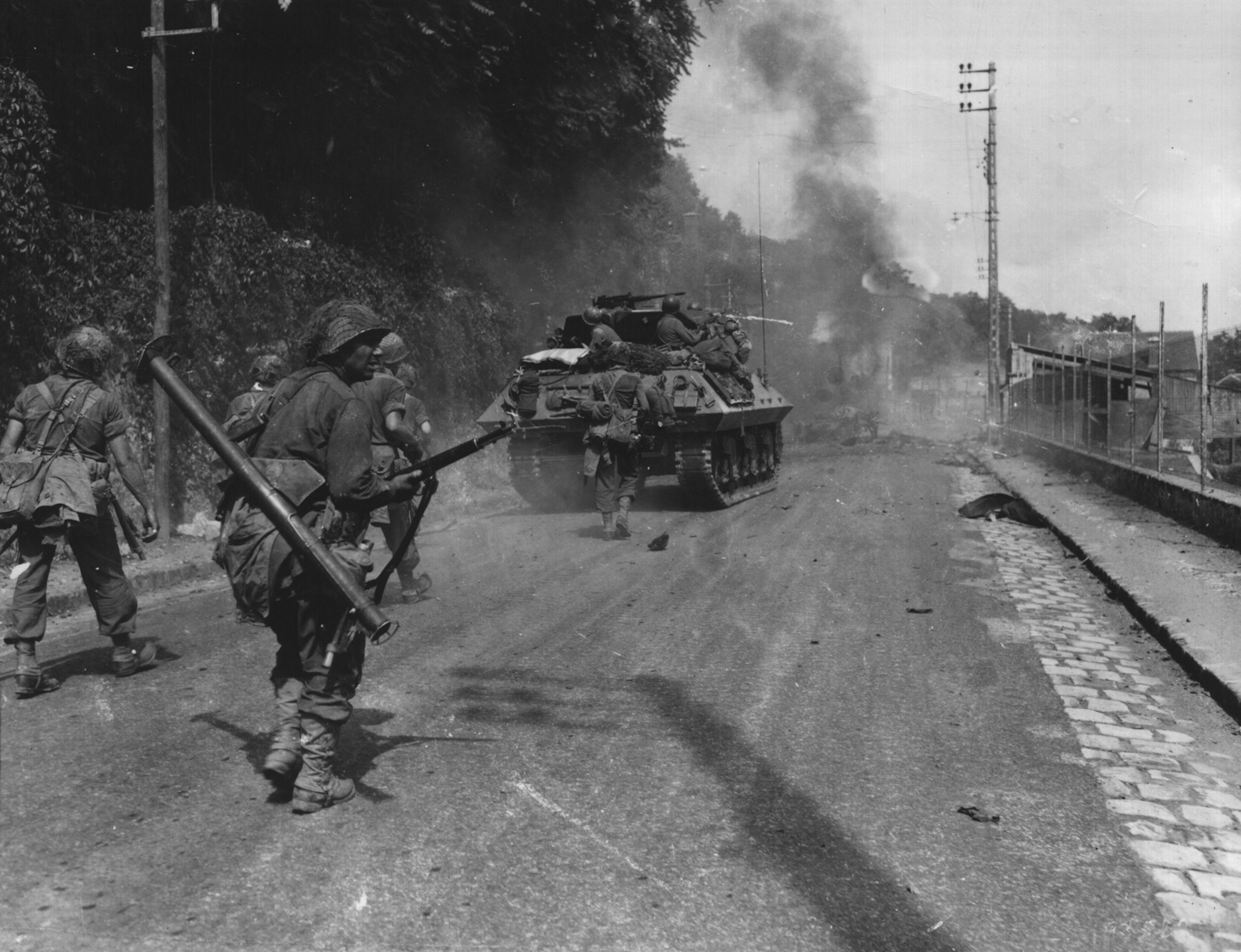
Tropas estadounidenses de la 5° División de Infantería de los Estados Unidos "Red Devils" cerca de Fontainebleau

La torreta abierta del M10 dejó a la tripulación vulnerable a los disparos de artillería y mortero. El 893.° Batallón sufrió muchas bajas por fuego de artillería y explosiones de árboles y perdió 16 de 24 M10 durante la Batalla del Bosque de Hürtgen. La tripulación también estuvo expuesta a disparos de francotiradores e infantería, como granadas lanzadas a través de la torreta abierta, o ataques desde ventanas en edificios altos, especialmente en zonas de guerra urbana y zonas boscosas. En el servicio del Reino Unido, un M10 en el 86.° Regimiento Antitanque (XII Cuerpo) en Normandía retrocedió tres veces con la tripulación de la torreta muerta.
Sin embargo, la torreta con techo abierto brindaba una excelente visibilidad, que era valiosa para un vehículo que tenía la tarea de encontrar vehículos blindados enemigos y otros objetivos. La parte superior abierta también facilitaba el escape cuando el vehículo estaba bajo fuego intenso y mejoraba las comunicaciones con la infantería que lo acompañaba.
El M10 tenía una velocidad de rotación de torreta muy lenta, ya que la torreta transversal no estaba alimentada y la tripulación tuvo que usar una manivela para girar la torreta. Tomó aproximadamente 80 segundos rotar 360 grados completos.
Las pérdidas totales en el Teatro de Operaciones Europeo por todas las causas fueron de 539.
A pesar de no adherirse estrictamente a la doctrina del cazacarros, el M10 aún logró puntuaciones impresionantes contra los tanques enemigos. Un estudio del Ejército de los Estados Unidos de 39 batallones de cazacarros descubrió que cada uno destruyó, en promedio, 34 tanques, 17 cañones remolcados y 16 fortines. Los batallones de los tanques destructores del Tercer Ejército alegaron la destrucción de 686 tanques y 238 cañones autopropulsados. El batallón cazacarros de mayor puntuación en el Teatro Europeo, el 823.° Batallón de Destructores de Tanques, afirmó haber destruido 113 panzers, incluidos 27 Panthers y 18 Tigers, utilizando armas antitanque y M10. El 773.° Batallón también afirmó haber destruido 113 Panzers, y el 702.° Batallón afirmo 103. El 601.° Batallón de Destructores de Tanques, que luchó en el norte de África, Italia y Europa, afirmó haber aniquilado 155 tanques y cañones autopropulsados.

## Variantes
- 3-inch Gun Motor Carriage T35 (Prototipo): Chasis de un tanque medio M4A2
- 3-inch Gun Motor Carriage T35E1 (Prototipo): Rediseño de T35 con armadura inclinada más delgada. El diseño de la torreta cambió y el vehículo se estandarizó como M10.
- 3-inch Gun Motor Carriage M10
- 3-inch Gun Motor Carriage M10A1: Chasis de un tanque medio M4A3
- 3in SPM M10: M10 en el servicio del ejército británico que estaba equipado con el cañón de 3 pulgadas.
  - El M10 con el contrapeso "cuña" se designó 3in SPM M10 Mk I
  - El M10 con el contrapeso "pato" se designó 3in SPM M10 Mk II
- M10C o 17pdr M10: M10 en el servicio militar británico que estaba equipado con un cañón Mark V QF de 76 mm. Se pueden identificar por el freno de boca en el extremo del barril y un contrapeso detrás del freno de boca. Después de la guerra, el nombre de "Achilles" se ha asociado con el 17pdr; fuentes contemporáneas se refieren a ella como el "Firefly", que no debe confundirse con el uso de posguerra del nombre del tanque Sherman Firefly.
- Israelí M10: Los tanques convertidos del Cuerpo de Artillería Israelí, usando cañones de 75 mm recibidos de Francia. Esta arma se instaló en varios destructores de tanques M10.
- M35 Prime Mover: M10A1 sin torreta utilizado como un tractor de artillería
- 3in SP Ram Mk I: Versión propuesta construida en Canadá que utiliza una chasis del tanque Ram: se construyó un único prototipo en 1942.[22]
- M10 Self-Propelled Howitzer: Los M10 desmilitarizados se transfirieron a la República de China en 1949 y se rearmaron con obuses de infantería modificados del Ejército Imperial japonés de 105 mm. Otras modificaciones incluyen un techo de torreta permanente con escotillas de tripulación, una armadura más ligera y resistente a los impactos y una ametralladora de proa. Se hizo un prototipo y 16 vehículos de seguimiento.

## Tras la guerra

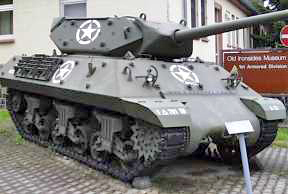
Un M10 Wolverine expuesto en el Museo de la 1ª División Blindada estadounidense.

Una vez finalizada la Segunda Guerra Mundial en 1945, el M10 Wolverine siguió en uso en el Ejército de los Estados Unidos, así como lo siguió su variante M10 Achilles en el Ejército británico. Y ello a pesar de que hubo partidarios de la disolución de las unidades equipadas con este modelo de cazacarros, en razón, afirmaban, de que el escaso blindaje con que contaba en la parte superior de su torreta exponía a la tripulación del vehículo al fuego indirecto, especialmente de mortero, por parte del enemigo.
Sin embargo, poco a poco el modelo fue sustituido por otros cazacarros de diseño más moderno, con lo que parte de los ejemplares supervivientes fueron cedidos a ejércitos de países aliados para que equipasen a sus propias unidades de combate.

## Dato adicional
El M10 Wolverine fue el carro de combate con el que en 1944, durante la batalla de la bolsa de Colmar, Audie Murphy, que tras la guerra emprendió una exitosa carrera como actor, recibió una Medalla de Honor del Congreso de los Estados Unidos por su actuación en combate, al subirse a uno de estos vehículos en llamas y utilizar el armamento secundario del cazacarros (su ametralladora, concretamente), para frenar un ataque alemán contra su sección.

## Usuarios
- Estados Unidos
- Reino Unido: Denominados 3in SPM M10 Mk I, 3in SPM M10 Mk II y "Achilles"
- Unión Soviética (obtenidos a través de la Ley de Préstamo y Arriendo)
- República de China
- Francia
- Polonia
- Canadá
- Egipto
- Israel
- Dinamarca
- Italia
- Filipinas
- Nueva Zelanda
- Alemania nazi: vehículos capturados.